# 水虞厝
水虞厝，是台灣嘉義縣太保市的一個傳統地域名稱，位於該市東北部。相較於今日行政區，其範圍大致包括北新里、南新里北半部、麻寮里不含西部中央凸出部分及北部凸出部分西半部。

## 歷史
台灣清治末期至日治初期，水虞厝地區為一街庄，稱為「水虞厝庄」，隸屬於嘉義西堡。該庄北隔牛稠溪與月眉潭庄、中洋仔庄、三間厝庄、牛斗山庄為界，東隔牛稠溪與牛稠溪庄為界，東南邊為竹仔腳庄，南邊為管事厝庄、白鴒厝庄，西邊為過溝庄。
1901年（日治明治三十四年）11月，全台廢縣廳改設二十廳，該庄隸屬於嘉義廳。1903年（明治三十六年）6月，該庄編入「臺斗坑區」，隸屬於嘉義廳。1909年（明治四十二年）10月，合併二十廳為十二廳，臺斗坑區仍隸屬於嘉義廳。1920年（大正九年），全台地方制度大改正，廢十二廳改設五州二廳，該庄改制為「水虞厝」大字，隸屬於臺南州東石郡太保庄。
戰後太保庄改制為太保鄉，隸屬於臺南縣，大字亦改制為村。1950年10月，雲、嘉、南分治，太保鄉改隸屬嘉義縣。1991年7月1日，嘉義縣治遷治於太保鄉，太保鄉升格為縣轄市太保市，村亦改制為里。

## 聚落
本地區發展較早的聚落有水虞厝、蔴魚藔、新廍等，在日治期初期的官方地圖上已有記載。

## 交通
- 中山高速公路嘉義交流道
- 縣道159號

## 學校
- 嘉新國中
- 南新國小

## 廟宇
- 慧明牛將軍廟（舊廟）
- 水牛厝牛將軍廟（新廟）